# Privilegio logudorés
El privilegio logudorés (en italiano: privilegio logudorese), también conocido como Carta consular pisana es uno de los primeros textos conocidos en lengua sarda, redactado en su dialecto logudorés. 
Se trata de un privilegio otorgado por Mariano de Lacón, príncipe-juez de Torres, a favor de los mercaderes de Pisa, sobre la demanda del obispo pisano Gherardo, de Logudoro. 
Sobre su datación no hay acuerdo, sin embargo se estima una fecha comprendida entre los años 1080 y 1121.
El manuscrito se conserva en el Archivo del Estado de Pisa. 

## Comienzo del texto
in nomine Domini amen. Ego iudice Mariano de Lacon fazo ista carta ad onore de omnes homines de Pisas pro xu toloneu ci mi pecterunt: e ego donolislu pro ca lis so ego amicu caru e itsos a mimi; ci nullu imperatore ci lu aet potestare istu locu de non (n)apat comiatu de leuarelis toloneu in placitu: de non occidere pisanu ingratis: e ccausa ipsoro ci lis aem leuare ingratis, de facerlis iustitia inperatore ci nce aet exere intu locu...